# PGC 9071
LEDA/PGC 9071 ist eine Spiralgalaxie vom Hubble-Typ Sb im Sternbild Dreieck am Nordsternhimmel. Sie ist schätzungsweise 455 Millionen Lichtjahre von der Milchstraße entfernt und wechselwirkt mit der Galaxie PGC 9074.